# 잔도메니코 메스토
잔도메니코 메스토(이탈리아어: Giandomenico Mesto, 1982년 5월 25일 ~ )는 이탈리아의 전 축구 선수다.

## 수상 경력

### 국가 대표팀
우승
- UEFA U-21 축구 선수권 대회: 2004

준우승
- 올림픽 동메달: 2004

### 클럽
나폴리
- 코파 이탈리아: 2013-14